# 汤河 (卫河)
汤河，位于中华人民共和国河南省北部的一条河流，是卫河左岸支流，发源于河南省鹤壁市鹤山区鹤壁集镇孙圣沟村（社区），蜿蜒向东南流至山城区宝山街道故县村（社区）转东流，入汤河水库，干流于汤阴县韩庄镇小河村出库后向东北流至北张贾村后折向东南，流经汤阴县城城关镇城区北郊，于白营镇北陈王村东北转东北流，经古贤镇、菜园镇、安阳县瓦店乡四伏厂村、高城村、辛村镇西黄门村、北庄村、和仁村等地后，干流转一个大湾，成为汤阴县和内黄县之间的界河，最后于内黄县高堤乡西元村以北汇入卫河。河长73.3千米，流域面积1287平方千米。